# Марбл-Кеньйон 3
Марбл-Кеньйон 3 (англ. Marble Canyon 3) — індіанська резервація в Канаді, у провінції Британська Колумбія, у межах регіонального округу Томпсон-Нікола.

## Населення
За даними перепису 2016 року, індіанська резервація нараховувала 84 особи, показавши зростання на 23,5%, порівняно з 2011-м роком. Середня густина населення становила 29,6 осіб/км².
З офіційних мов обидвома одночасно не володів жоден з жителів, тільки англійською — 85. Усього 5 осіб вважали рідною мовою не одну з офіційних, з них усі — одну з корінних мов.
Працездатне населення становило 61,5% усього населення, рівень безробіття — 25%.

## Клімат
Середня річна температура становить 3°C, середня максимальна – 16,8°C, а середня мінімальна – -11,9°C. Середня річна кількість опадів – 514 мм.
| Клімат поселення                              | Клімат поселення | Клімат поселення | Клімат поселення | Клімат поселення | Клімат поселення | Клімат поселення | Клімат поселення | Клімат поселення | Клімат поселення | Клімат поселення | Клімат поселення | Клімат поселення | Клімат поселення |
| Показник                                      | Січ.             | Лют.             | Бер.             | Квіт.            | Трав.            | Черв.            | Лип.             | Серп.            | Вер.             | Жовт.            | Лист.            | Груд.            |                  |
| Середній максимум, °C                         | −0,88            | 0,92             | 3,80             | 7,49             | 11,88            | 15,60            | 16,45            | 16,77            | 12,73            | 7,69             | 1,29             | −3,23            |                  |
| Середня температура, °C                       | −6,38            | −4,59            | −1,69            | 2,00             | 6,39             | 10,12            | 12,81            | 13,12            | 9,07             | 4,04             | −2,36            | −6,87            |                  |
| Середній мінімум, °C                          | −11,86           | −10,07           | −7,18            | −3,49            | 0,90             | 4,63             | 9,15             | 9,47             | 5,42             | 0,40             | −6,02            | −10,53           |                  |
| Норма опадів, мм                              | 45               | 33               | 24               | 28               | 46               | 57               | 57               | 43               | 39               | 37               | 51               | 54               |                  |
| Середньомісячна швидкість вітру, м/с          | 2.34             | 2.41             | 2.70             | 2.94             | 2.73             | 2.62             | 2.44             | 2.26             | 2.23             | 2.51             | 2.53             | 2.34             |                  |
| Середньомісячна сонячна радіація, кДж/м²·день | 3399             | 6509             | 11038            | 15802            | 19154            | 20659            | 21577            | 18307            | 12913            | 7294             | 3680             | 2679             |                  |
| --------------------------------------------- | ---------------- | ---------------- | ---------------- | ---------------- | ---------------- | ---------------- | ---------------- | ---------------- | ---------------- | ---------------- | ---------------- | ---------------- | ---------------- |
| Джерело:                                      |                  |                  |                  |                  |                  |                  |                  |                  |                  |                  |                  |                  |                  |